# Ogny
Pour l’article ayant un titre homophone, voir Augny.
Ogny était une commune française, située dans le département de la Côte-d'Or et la région Bourgogne-Franche-Comté.
La commune a disparu officiellement le 1er janvier 1849, fusionnée avec sa voisine Marcilly-sous-Mont-Saint-Jean.

## Toponymie
Noms connus :
Oygniacus (1240) ;
Oigneyum, Oigney (1290) ;
Oigney en Auxois (1366) ;
Oigny (1397) ;
Oygney (1442) ;
Oigni, Oyny (1676) ;
Ogny (XVIIIe siècle).

## Histoire
Avant 1753, l'église Saint-Guillaume d'Ogny était une succursale de la paroisse de Fussey. En 1753, elle est le siège d'une paroisse du diocèse d'Autun, archiprêtré de Saulieu, à la présentation du seigneur. Succursale et paroisse faisaient partie de la recette d'Arnay.
La commune a disparu officiellement le 1er janvier 1849 à la suite de la fusion avec sa voisine Marcilly-sous-Mont-Saint-Jean, appelée depuis la Révolution Marcilly-lès-Mont-Serein. La nouvelle commune s'appelle Marcilly-Ogny.

## Lieux et monuments
- Église Saint Guillaume d’Aquitaine d'Ogny, érigée en 1702 grâce à Héloïse de Saffre[4].

## Personnalités liées à la commune
- Le comte d’Ogny, Claude François Marie Rigoley (1756-1790) a été l'un des  fondateurs  de l'Orchestre de la Société Olympique de Paris. Joseph Haydn y dédia trois de ses symphonies dites symphonies d'Ogny.